# Przeciw Celsusowi
Przeciw Celsusowi (gr. Κατὰ Κέλσου, łac. Contra Celsum) – pismo Orygenesa napisane w 248 roku, jako odpowiedź na krytykę chrześcijaństwa zawartą w Prawdziwym słowie autorstwa Celsusa.